# Faithless
Faithless este o formație engleză de muzică electronică fondată în 1995. Cuprinde 3 membri Maxi jazz, Sister Bliss și Rollo . Primul chitarist al formației, a fost Dave Randall care însă a părăsit-o pentru a-și crea propriul său proiect, Slovo. Faithless sunt cunoscuți pentru hituri ca „Insomnia“, „God is a DJ“, „We Come One“, iar în albumele lor abordează o imixtiune de stiluri. 

## Discografie[2]

### Albume
- Reverence (aprilie 1996)
  - Reverence/Irreverence (noiembrie 1996)
- Sunday 8 PM (18 septembrie 1998)
  - Sunday 8PM/Saturday 3AM (25 octombrie 1999)
- Outrospective (18 iunie 2001) 
  - Outrospective/Reperspective (26 august 2002)
- No Roots (7 iunie 2004)
- Everything Will Be All Right Tomorrow (31 august 2004)
- Forever Faithless - The Greatest Hits (16 mai 2005)
- To All New Arrivals (27 noiembrie 2006)

### Compilații
- Back to Mine (16 octombrie 2000) (mai mulți artiști selectați și mixați de Faithless)
- The Bedroom Sessions (august 2001) (mai mulți artiști selectați de Faithless), a apărut odată cu numărul din august 2001 al revistei Mixmag
- Reinassance 3D (10 iulie 2006)

### DVD-uri
- Faithless Live at Alexandra Palace
- Faithless Live at The Melkweg Amsterdam
- Live at The Melkweg Amsterdam (2001)
- Forever Faithless - The Greatest Hits (16 mai 2005)
- Live at Alexandra Palace (octombrie 2010)

### Single-uri
- de pe albumul Reverence
- Salva Mea (Save Me)
- Insomnia (1995)
- Don't Leave (1996)
- Insomnia (1996)
- Salva Mea (1996)
- Reverence (1997)